# Andrzej Radnicki
Andrzej Radnicki (ur. 9 października 1925 we Lwowie, zm. 25 września 1998 w Zakopanem) – polski architekt i urbanista, główny projektant osiedla Ugorek w Krakowie.

## Życiorys
Urodził się 9 października 1925 we Lwowie. W 1950 roku ukończył studia na Wydziale Architektury Akademii Górniczo-Hutniczej im. Stanisława Staszica w Krakowie. W latach 1961–1967 kierował budową osiedla Ugorek w Krakowie, a w latach 1961–71 osiedla Wrocławska w Krakowie. Pełnił funkcję rzeczoznawcy Stowarzyszenia Architektów Polskich. Zmarł 25 września 1998 w Zakopanem.
Został pochowany na Cmentarzu Rakowickim w Krakowie.

## Wyróżnienia i odznaczenia
W 1973 został odznaczony Srebrną Odznaką Stowarzyszenia Architektów Polskich.

## Ważniejsze projekty
- Budynek mieszkalno-usługowy "Świat Dziecka", Kraków (1956–1960)
- Szkoła podstawowa, os. Kliny, Kraków (1961)
- Osiedle Ugorek w Krakowie, (1961–1967)
- Osiedle Wrocławska w Krakowie (1961–1971)
- Technikum Kolejowe i Internat, Kraków (1962–1968)
- Budynek mieszkalny, ul. Racławicka, Kraków (1965)[a]

Opracowano na podstawie źródła:.